# Parti démocrate-chrétien (Argentine)
Pour les articles homonymes, voir Parti démocrate-chrétien.
Le Parti démocrate-chrétien (en espagnol : Partido Demócrata Cristiano) est un parti politique argentin fondé en 1954. Il est membre de l'Organisation démocrate-chrétienne d'Amérique.

## Historique

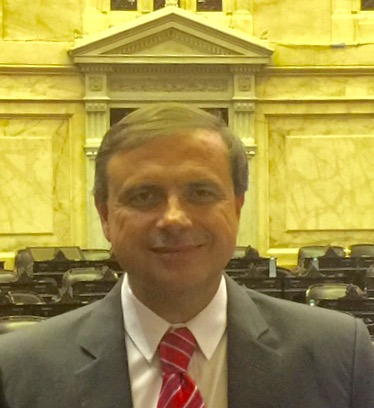
Juan Fernando Brügge, homme politique argentin, ex-président du PDC (2011-2015), et vice-président depuis 2015, député de 2015 à 2019.

Le Parti démocrate-chrétien d'Argentine a été fondé en 1954, à la suite de plusieurs autres organisations, qui avaient été actives jusque-là pour promouvoir l'idéologie démocrate-chrétienne en Argentine.
Juan Fernando Brügge, ex-président du PDC (2011-2015), est le vice-président depuis 2015 et a été député de 2015 à 2019.